# Spencer Perceval
Spencer Perceval (Londen, 1 november 1762 – aldaar, 11 mei 1812) was een Brits Tory-politicus en eerste minister van het Verenigd Koninkrijk. Hij werd als enige Britse eerste minister vermoord.

## Levensloop

### Jeugd en activiteiten voor zijn politieke loopbaan
Spencer Perceval was de tweede zoon van John Perceval, de tweede graaf van Egmont. Hij volgde onderwijs aan de Harrow School en daarna aan het Trinity College van de Universiteit van Cambridge.
In 1786 werd Perceval advocaat. In het begin van de jaren 1790 leidden zijn succes als advocaat en zijn publicaties, waarin hij de Franse Revolutie en het daaruit ontstane radicalisme veroordeelde, tot de benoeming tot junioradviseur in verband met de vervolging van de radicale politici Thomas Paine en John Horne Tooke. In 1796 werd hij benoemd tot adviseur van koning George III. Tegelijkertijd was hij magistraat aan het gerechtshof te Lincoln's Inn.
Perceval was door zijn sterke geloof een voorstander van het afschaffen van de slavenhandel en een tegenstander van een scheiding tussen kerk en staat en van parlementaire hervormingen. In 1790 huwde hij met Jane Spencer Wilson, met wie hij twaalf kinderen kreeg.

### Begin van zijn politieke loopbaan
In 1796 werd Perceval voor Northampton verkozen in het House of Commons. In 1798 verdedigde hij in een belangrijke toespraak de Britse regering onder leiding van William Pitt de Jongere. Als beloning hiervoor werd hij in augustus 1798 benoemd tot pleitbezorger van de Ordonnantie, waarna hij in 1799 algemeen pleitbezorger van de koningin werd. In de regering van Henry Addington werd hij in 1801 minister van Justitie, wat hij bleef tot in 1806. In deze functie liet hij een aantal belangrijke politieke processen uitvoeren. Zo liet hij de revolutionaire kolonel Edward Despard vervolgen, die beschuldigd werd van complotvoering. Zo zou Despard van plan geweest zijn om de Tower of London en de Bank of England te bezetten en om de koning te vermoorden. In 1803 werd Despard wegens hoogverraad veroordeeld en opgehangen.
Perceval stapte niet in de regering van William Wyndham Grenville, maar werd boegbeeld van de oppositie. Nadat in maart 1807 de hertog van Portland premier werd, werd Perceval in deze regering minister van Financiën en leider van het House of Commons. Portland had echter al zware gezondheidsproblemen, waardoor Perceval in de feite de regering leidde. Toen Portland eind september 1809 ontslag nam, benoemde de koning Perceval tot nieuwe premier. Perceval bleef ook minister van Financiën, nadat zes verschillende kandidaten dit mandaat geweigerd hadden – zo waren sommige aanhangers van Pitt, waaronder George Canning, niet bereid om in de regering te stappen.

### Premierschap
De regering van Perceval kende een wankele start door de mislukking van de Walcherenexpeditie in Nederland, waarbij 4000 Britse soldaten stierven, grotendeels door ziektes. Hierdoor zag Perceval zich gedwongen om steun te vinden voor zijn beleid, vooral bij de prins van Wales, die in 1811 regent werd, nadat koning George III krankzinnig was geworden. Perceval slaagde er ook in om de oorlogskosten tegen Napoleon te blijven betalen door een combinatie van leningen en bezuinigingen, en trof hij maatregelen om het Continentaal Stelsel het hoofd te bieden. Tevens voerde hij een harde politiek tegen de radicale Ludditen. Zijn conservatisme, hoge besparingen en gebrek aan politieke ambitie zorgden echter voor ontevredenheid, wat er uiteindelijk voor zou zorgen dat hij als eerste Britse premier ooit vermoord werd.

### Moord

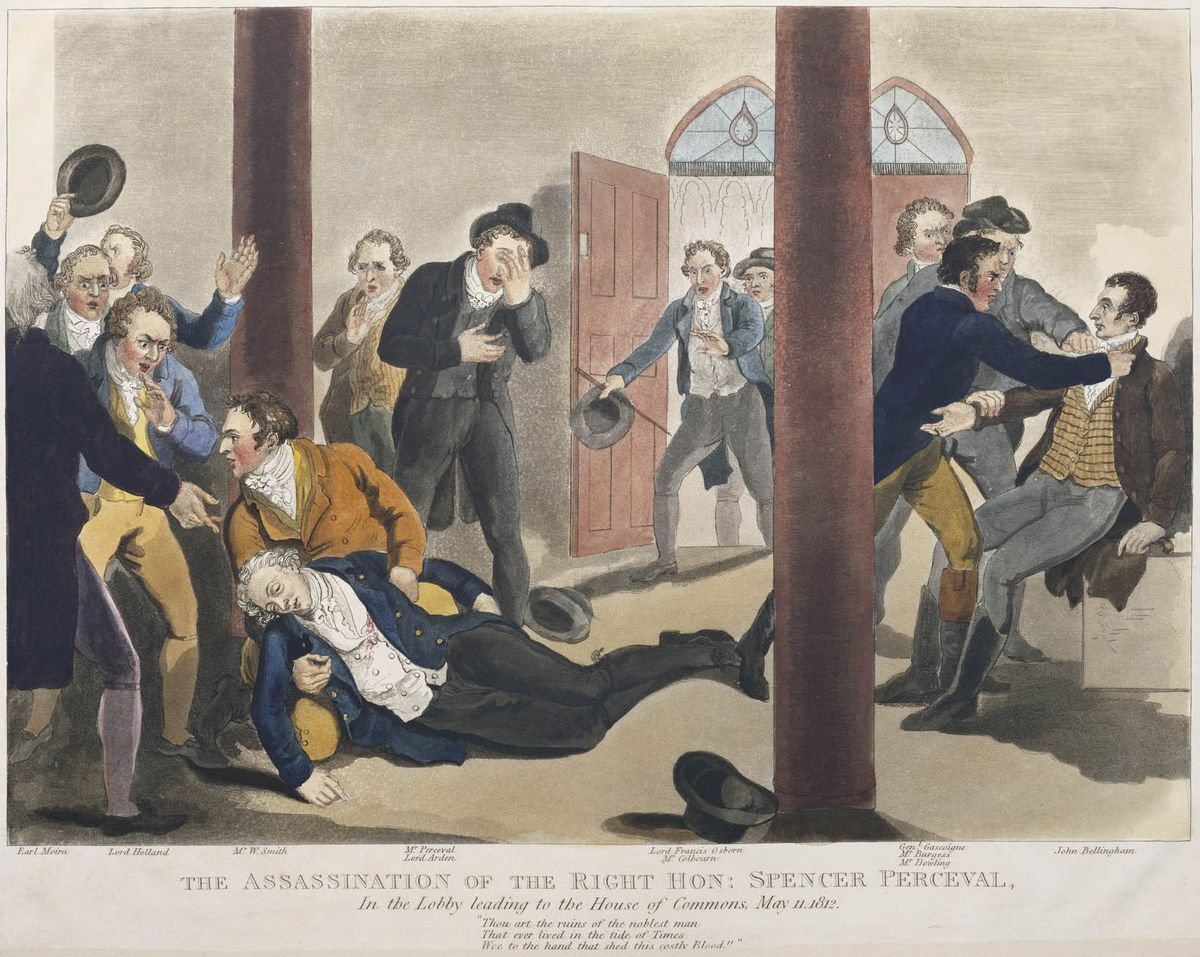
De moord op Spencer Perceval

Op 11 mei 1812 werd Perceval, toen hij op weg was naar het House of Commons, in de lobby van het Palace of Westminster neergeschoten door de bankroete handelaar John Bellingham. Nadat hij "Moordenaar!" of "Ik ben vermoord!" riep, viel hij bewusteloos neer voor de voeten van parlementslid William Smith. Samen met iemand anders bracht Smith Perceval naar de appartementen van de parlementsvoorzitter, waar hij enkele minuten later overleed. Bellingham had Perceval vermoord, omdat de regering hem niet gesteund had toen hij in Rusland onschuldig in de gevangenis zat en hem geen compensatie betaald had. De dader werd opgepakt en op 15 mei werd hij schuldig verklaard aan de moord. Drie dagen later werd hij opgehangen.